# 曼努埃尔·桑塔纳
曼努埃尔·桑塔纳（西班牙語：Manuel Santana，1938年5月10日—2021年12月11日），西班牙男子网球运动员。他曾获得法国网球公开赛男子单打冠军、男子双打冠军、温布尔登网球锦标赛男子单打冠军、美国网球公开赛男子单打冠军。